# アシュトン・カッチャー
アシュトン・カッチャー（英: Ashton Kutcher, 1978年2月7日 - ）は、アメリカ合衆国の俳優。

## 生い立ち
アイオワ州シーダーラピッズ出身。父親のラリーはジェネラル・ミルズの従業員、母親のダイアン（旧姓フィネガン）はプロクター・アンド・ギャンブルの従業員。姉（タウシャ）と、双子の弟（マイケル）がいる。マイケルは幼少時に心臓移植を受け、また脳性麻痺でもある。母方からアイルランド人の血を引き、カトリック教徒として育つ。アイオワ大学では生化学を専攻していたが、1997年、当時アイオワ州シダーラビッツにあった『ジェネシス』というプロフェッショナルモデル養成事務所のメリー・ブラウンに発掘され、そこが主催するモデルのコンテストで優勝。その後モデルになるために中退。彼がモデルをするきっかけになった要因は、双子の兄弟マイケルの重い病気を治すための医療費のためであった。

## キャリア
1998年放送開始のコメディシリーズ『ザット'70sショー』に出演し、人気を集める。翌年に『エクスタシーをさがして』で映画デビュー。2000年公開の『ゾルタン★星人』で映画初主演を果たし、同作品がスマッシュ・ヒットとなり、若手俳優として注目されるようになる。
2003年からはMTVの有名人にドッキリを仕掛ける番組『パンクト』にホストとして出演。2004年にはSF映画『バタフライ・エフェクト』に主演。
2011年、『バレンタインデー』および『キス&キル』で第31回ゴールデンラズベリー賞最低主演男優賞を受賞した。

### ベンチャー投資
エンターテイメント業界の垣根を超え、カッチャーは優れた投資家としても成功を収めている。カッチャーは特にハイテク分野におけるスタートアップへのベンチャー投資での成功で知られる。彼はシードからアーリーステージにかけて特化したベンチャーキャピタル『Aグレード・インベストメンツ』の共同設立者であり、投資先はAirbnb、Duolingo、Fab.com、Foursquare、Path、Shazam、Skype、Soundcloud、Uberなどであり、すでに8社のエグジットに成功している。

### ダニー・マスターソンへの庇護と炎上
『ザット'70sショー』で共演してカッチャーと親しい関係にあったダニー・マスターソンが3人の女性を強姦した罪で起訴された際、妻のミラ・クニスとともにマスターソンの量刑が軽くなるように裁判官に嘆願書を出していたことが発覚。マスターソンについて「模範的な人物」と評するなどした嘆願書の内容は世論から強い反発と非難を受けた。これを受けてカッチャーは元妻のデミ・ムーアと共同設立した性的虐待被害者を対象とした支援団体の会長職を辞任することを発表した。

## 私生活

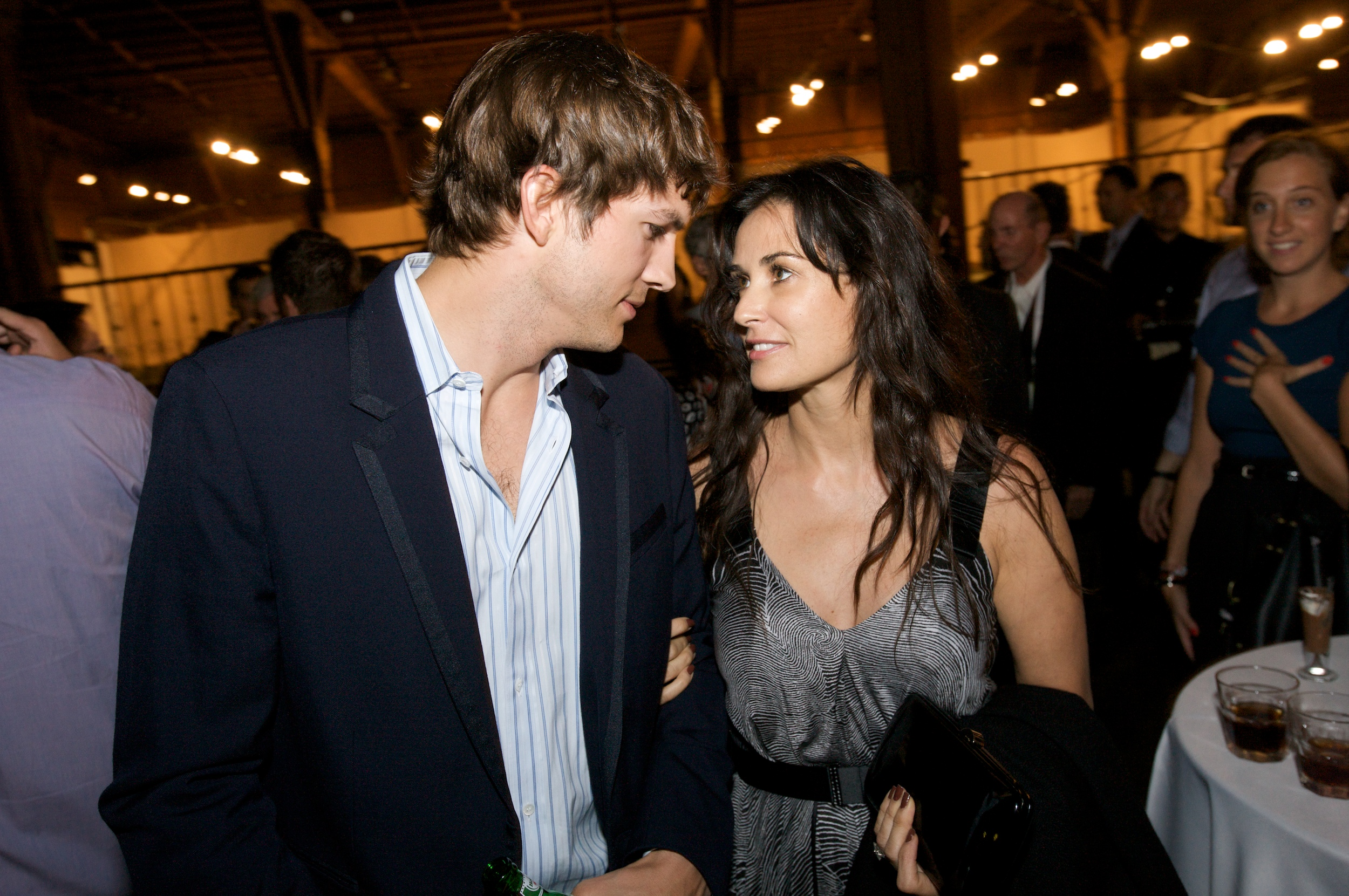
アシュトンとデミ・ムーア

過去にブリタニー・マーフィ、ジャニュアリー・ジョーンズなどと交際。2005年9月に16歳年上の女優デミ・ムーアと結婚。2011年11月に破局したが、2012年12月になってようやく離婚を申請した。
2012年より『ザット'70sショー』で共演していたミラ・クニスと交際をスタートさせ、2014年2月に婚約、2014年9月30日に第一子の女児が生まれた。2015年に挙式。2016年に第2子男児が誕生。
ショーン・コムズとは大の仲良しで、二人でパーティーを練り歩く仲だったが、アシュトンがデミ・ムーアと結婚したことにより疎遠になった。
大のTwitter ファンで、2009年4月に史上初めて100万フォロワーを超えた。CNNのラリー・キング・ショウにおいて、CNNのアカウントとどちらが先に100万フォロワーを得るか賭けを行い、賭けに勝ったカッチャーは、10万ドルをマラリア防止のチャリティーに寄付をした。

### 資産
2007年7月、米経済誌『フォーブス』が「米国で過去10年間に最も高額な値段が付いた有名人写真」のランキングを発表し、2005年10月にOK!誌に掲載されたアシュトン・カッチャーとデミ・ムーアの結婚式の写真に300万ドルの値が付いて2位にランクインした。
2011年2月、BANGメディア・インターナショナルによると、デミ・ムーアと結婚する前に住んでいた家を260万米国ドルで売りに出したという。この家は2004年にアシュトンが100万米国ドルで購入し、父親と一緒に改装、改築、増築をした家でアシュトンは「思い出深い家なんだ」とコメントしている。家の中にはベッドルームが4部屋にトイレが4つ、バスルームが3つ、プロフェッショナル・グレードのホームシアターと2階まで届く210本収納可能なワインラックがあり、外にはインフィニティ・プールまであるという。アシュトンは売却収益の一部を子供の性的奴隷制の認知度を高め、被害者のリハビリを支援するためのNPO団体『デミ・アンド・アシュトン基金』に寄付し、さらに売りに出されている家を見学するツアーチケットも販売し、その売り上げも寄付すると発表している。
2012年に、ロサンゼルスのハリウッド・ヒルにある豪邸を購入した。価格は約1000万ドルと言われており、総ガラス張りの部屋からはハリウッド湖が見下ろせる超豪華版である。
2011年8月、米『テレビガイド』誌が「テレビ界の出演料」のランキングを発表し、チャーリー・シーンの代わりに出演することになったテレビドラマ『ハーパー★ボーイズ』の1エピソードの出演料が70万米国ドルで1位にランクインした。アシュトンのギャラレベルの俳優はほとんどおらず、ギャラが高くなると番組側は安い俳優でキャストを入れ替えたりする動きも見られる。テレビ業界ではゴールデンの時間帯のドラマの出演料は1人1エピソード12万5,000米国ドルに抑えるのが最近の傾向である。
2011年8月、BANGメディア・インターナショナルによると、テレビドラマ『ハーパー★ボーイズ』撮影中の控え室として超豪華なトレーラーハウスを週9,000米国ドルでレンタルした。トレーラーは2階建ての全長16メートルで2階部分はぐるっと窓に囲まれており、中は普通の家以上の豪華さになっている。大きなベッドルームにトイレが2つに普通のキッチンもついており、天板は大理石でアシュトンは控え室としてだけでなく、撮影中はこのトレーラーを自身のプロダクション会社のオフィスとしても活用するため、会議用スペースだけで93平方メートルの広さがある。

## 出演

### 映画
| 公開年 | 邦題 原題                                       | 役名                     | 備考                          | 吹き替え     |
| ------ | ----------------------------------------------- | ------------------------ | ----------------------------- | ------------ |
| 1999   | エクスタシーをさがして Coming Soon              | ルイ                     | 日本劇場未公開                | 無し         |
| 2000   | レインディア・ゲーム Reindeer Games             | 大学生                   |                               | 不明         |
| 2000   | ゾルタン★星人 Dude, Where's My Car?             | ジェシー                 | 日本劇場未公開                | 浪川大輔     |
| 2001   | テキサス・レンジャーズ Texas Rangers            | ジョージ・ダーハム       |                               | 草尾毅       |
| 2003   | ジャスト・マリッジ Just Married                 | トム・リーザック         |                               | 竹若琢磨     |
| 2003   | セレブな彼女の落とし方 My Boss's Daughter       | トム・スタンフィールド   | 日本劇場未公開                | 田丸裕臣     |
| 2003   | 12人のパパ Cheaper by the Dozen                 | ハンク                   | 日本劇場未公開 クレジットなし | 小森創介     |
| 2004   | バタフライ・エフェクト The Butterfly Effect     | エヴァン                 | 兼製作総指揮                  | 渋谷茂       |
| 2005   | ゲス・フー/招かれざる恋人 Guess Who             | サイモン・グリーン       |                               | 伊藤健太郎   |
| 2005   | 最後に恋に勝つルール A Lot Like Love            | オリヴァー・マーティン   | 日本劇場未公開                | 森久保祥太郎 |
| 2006   | ボビー Bobby                                    | フィッシャー             |                               | 竹若琢磨     |
| 2006   | 守護神 The Guardian                             | ジェイク・フィッシャー   |                               | 鉄野正豊     |
| 2006   | オープン・シーズン Open Season                  | エリオット               | 声の出演                      | 八嶋智人     |
| 2008   | ベガスの恋に勝つルール What Happens in Vegas... | ジャック・フラー         |                               | 小森創介     |
| 2009   | 愛とセックスとセレブリティ Spread               | ニッキ                   | 兼製作                        | 高橋広樹     |
| 2009   | ラブ・クライム Personal Effects                 | ウォルター               | 日本劇場未公開                | 佐藤俊輔     |
| 2010   | バレンタインデー Valentine's Day                | リード・ベネット         |                               | 花輪英司     |
| 2010   | キス&キル Killers                               | スペンサー・エイムス     | 兼製作                        | 三木眞一郎   |
| 2011   | 抱きたいカンケイ No Strings Attached            | アダム・フランクリン     |                               | 小松史法     |
| 2011   | ニューイヤーズ・イブ New Year's Eve             | ランディ                 |                               | 加瀬康之     |
| 2013   | スティーブ・ジョブズ Jobs                       | スティーブ・ジョブズ     |                               | 小野大輔     |
| 2014   | ANNIE/アニー Annie                              | サイモン・グッドスピード | カメオ出演                    | 小林親弘     |
| 2022   | ヴェンジェンス/復讐 Vengeance                   | Quinten Sellers          |                               | 西健亮       |
| 2023   | ユアプレイス、マイプレイス Your Place or Mine   | ピーター                 | ポストプロダクション          | 浪川大輔     |
| TBA    | The Long Home                                   | Nathan Winer, Sr.        | ポストプロダクション          |              |

### テレビシリーズ
| 放映年          | 邦題 原題                                                           | 役名                   | 備考                                                         | 吹き替え |
| --------------- | ------------------------------------------------------------------- | ---------------------- | ------------------------------------------------------------ | -------- |
| 1998-2006       | ザット'70sショー That '70s Show                                     | マイケル・ケルソー     | 計183話出演                                                  | 渋谷茂   |
| 2003-2007, 2012 | パンクト Punk'd                                                     | -                      | リアリティ番組                                               | 無し     |
| 2011-2015       | チャーリー・シーンのハーパー★ボーイズ Two and a Half Men            | ウェルデン・シュミット | 計84話出演                                                   | 不明     |
| 2016-2020       | The Ranch ザ・ランチ The Ranch                                      | コルト・ベネット       | 計80話出演                                                   | 星野貴紀 |
| 2022            | ザ・ボーイズ The Boys                                               | 本人役                 | 第3シーズン第6話「ヒーローガズム」 カメオ出演                |          |
| 2022            | ランニング・ワイルド:過酷なミッション Running Wild with Bear Grylls | 本人                   | 第7シーズン第3話「アシュトン・カッチャーと中米コスタリカへ」 | 鈴木達央 |